# Persikota Tangerang
Le Persatuan Sepakbola Indonesia Kotamadya Tangerang est un club indonésien de football basé à Tangerang.